# (5930) Zhiganov
(5930) Zhiganov es un asteroide perteneciente al cinturón de asteroides, región del sistema solar que se encuentra entre las órbitas de Marte y Júpiter, descubierto el 2 de noviembre de 1975 por Tamara Mijáilovna Smirnova desde el Observatorio Astrofísico de Crimea (República de Crimea).

## Designación y nombre
Designado provisionalmente como 1975 VW2. Fue nombrado Zhiganov en homenaje a Nazib Gayazovich Zhiganov, destacado compositor tártaro soviético y figura pública, fundador de la escuela musical profesional tatariana. Fue el organizador y presidente de la Unión de Compositores de Tatarstán durante 1939-1976, así como del Conservatorio Estatal de Kazán desde 1945 hasta su muerte. Sus composiciones musicales más significativas son la ópera Dzhalil, el ballet Dos leyendas y sus Sinfonías Segunda, Séptima y Novena, en las que combinó tradiciones musicales clásicas con melodías populares tártaras.

## Características orbitales
Zhiganov está situado a una distancia media del Sol de 2,249 ua, pudiendo alejarse hasta 2,452 ua y acercarse hasta 2,045 ua. Su excentricidad es 0,090 y la inclinación orbital 4,819 grados. Emplea 1232,06 días en completar una órbita alrededor del Sol.

## Características físicas
La magnitud absoluta de Zhiganov es 13,7. Tiene 4,927 km de diámetro y su albedo se estima en 0,29. 